# Dafne Schippers
Dafne Schippers (Utrecht, 15 giugno 1992) è un'ex velocista ed ex multiplista olandese, due volte campionessa mondiale dei 200 metri piani (2015 e 2017) ed attuale primatista europea della specialità.
Detiene inoltre quattro record nazionali: nei 100 metri piani, nel salto in lungo, nella staffetta 4×100 metri e nei 60 metri piani indoor.

## Biografia
Dafne Schippers iniziò la pratica dell'atletica leggera all'età di nove anni. Nel 2009 partecipò al suo primo campionato internazionale: ai campionati europei juniores, all'età di soli 17 anni, si piazzò quarta nell'eptathlon.
Nel 2012, a 20 anni, prese parte ai Giochi olimpici di Londra conquistando il 12º posto nell'eptathlon e piazzandosi in sesta posizione nella staffetta 4×100 metri con le connazionali Kadene Vassell, Eva Lubbers e Jamile Samuel.
Altri importanti risultati arrivarono nel 2013, quando vinse la medaglia d'oro nei 100 metri piani e quella di bronzo nel salto in lungo ai campionati europei under 23. Lo stesso anno, ai Mondiali di Mosca, si aggiudicò il bronzo nell'eptathlon con il punteggio di 6477 punti, che le valse il record nazionale (successivamente da lei stessa migliorato a 6545 punti il 1º giugno 2014).
Nel 2014 prese parte ai campionati europei di Zurigo conquistando il primo posto sia nei 100 che nei 200 metri piani stabilendo un nuovo personale e un nuovo record nazionale.
Nel 2015 partecipa ai Mondiali di Pechino dove si aggiudica la medaglia d'argento nei 100 metri e la medaglia d'oro nei 200 metri col tempo di 21"63, stabilendo il record europeo e la terza miglior prestazione di tutti i tempi.
Nel 2016 è protagonista dei campionati europei di Amsterdam dove vince la gara individuale dei 100 metri e porta al successo il quartetto olandese nella staffetta 4×100. Alle Olimpiadi di Rio de Janeiro l'atleta olandese vince la medaglia d'argento nei 200 metri, mentre nella finale dei 100 metri si deve accontentare del 5º posto.
Ai Mondiali di Londra del 2017 vince il suo secondo titolo iridato sui 200 metri e sale ancora una volta sul podio dei 100 metri dietro Tori Bowie e Marie-Josée Ta Lou.
Nel 2018 chiude solo quinta nei 60 metri piani ai Mondiali indoor di Birmingham, agli Europei di Berlino di agosto vince l'argento nei 200 metri piani e con la staffetta 4x100 ed il bronzo nei 100 metri.
Il 26 settembre 2023 annuncia il ritiro dall'attività agonistica.

## Record nazionali
Seniores
- 60 metri piani indoor: 7"00 ( Berlino, 13 febbraio 2016)
- 100 metri piani: 10"81 ( Pechino, 24 agosto 2015)
- 200 metri piani: 21"63 ( Pechino, 28 agosto 2015)
- Salto in lungo: 6,78 m ( Amsterdam, 26 luglio 2014)
- Staffetta 4×100 metri: 42"04 ( Amsterdam, 10 luglio 2016) (Jamile Samuel, Dafne Schippers, Tessa van Schagen, Naomi Sedney)

Under 20
- Eptathlon: 5967 punti ( Moncton, 23 luglio 2010)
- Staffetta 4×100 metri: 44"09 ( Moncton, 23 luglio 2010) (Dafne Schippers, Loreanne Kuhurima, Eva Lubbers, Jamile Samuel)

## Progressione

### 60 metri piani indoor
| Stagione | Tempo | Luogo       | Data      | Rank. Mond. |
| -------- | ----- | ----------- | --------- | ----------- |
| 2019     | 7"14  | Glasgow     | 2-3-2019  | 9ª          |
| 2018     | 7"09  | Apeldoorn   | 17-2-2018 | 10ª         |
| 2018     | 7"09  | Birmingham  | 2-3-2018  | 10ª         |
| 2016     | 7"00  | Berlino     | 13-2-2016 | 1ª          |
| 2015     | 7"05  | Praga       | 8-3-2015  | 2ª          |
| 2014     | 7"17  | Birmingham  | 15-2-2014 | 17ª         |
| 2013     | 7"14  | Göteborg    | 3-3-2013  | 13ª         |
| 2012     | 7"19  | Apeldoorn   | 26-2-2012 | 20ª         |
| 2011     | 7"28  | Apeldoorn   | 13-2-2011 | 43ª         |
| 2011     | 7"28  | Lussemburgo | 29-1-2011 | 43ª         |
| 2010     | 7"37  | Apeldoorn   | 27-2-2010 | 100ª        |

### 100 metri piani
| Stagione | Tempo | Luogo             | Data      | Rank. Mond. |
| -------- | ----- | ----------------- | --------- | ----------- |
| 2022     | 11"13 | La Chaux-de-Fonds | 3-7-2022  | 69ª         |
| 2021     | 11"15 | Hengelo           | 6-6-2021  | 57ª         |
| 2020     | 11"26 | Berlino           | 13-9-2020 | 27ª         |
| 2019     | 11"04 | Losanna           | 8-7-2019  | 15ª         |
| 2018     | 10"99 | Berlino           | 7-8-2018  | 14ª         |
| 2017     | 10"95 | Azusa             | 14-4-2017 | 7ª          |
| 2016     | 10"83 | Doha              | 6-5-2016  | 6ª          |
| 2015     | 10"81 | Pechino           | 24-8-2015 | 4ª          |
| 2014     | 11"03 | Glasgow           | 12-7-2014 | 13ª         |
| 2013     | 11"09 | Losanna           | 4-7-2013  | 27ª         |
| 2012     | 11"36 | Leida             | 9-6-2012  | 112ª        |
| 2011     | 11"19 | Mannheim          | 13-8-2011 | 38ª         |
| 2010     | 11"56 | Leida             | 13-8-2010 | -           |
| 2009     | 11"79 | Leida             | 13-6-2009 | -           |

### 200 metri piani
| Stagione | Tempo | Luogo          | Data      | Rank. Mond. |
| -------- | ----- | -------------- | --------- | ----------- |
| 2021     | 22"70 | Székesfehérvár | 6-7-2021  | 44ª         |
| 2020     | 22"94 | Székesfehérvár | 19-8-2020 | 25ª         |
| 2019     | 22"45 | Monaco         | 12-7-2019 | 14ª         |
| 2018     | 22"14 | Berlino        | 11-8-2018 | 5ª          |
| 2017     | 22"05 | Londra         | 11-8-2017 | 4ª          |
| 2016     | 21"88 | Rio de Janeiro | 17-8-2016 | 2ª          |
| 2015     | 21"63 | Pechino        | 28-8-2015 | 1ª          |
| 2014     | 22"03 | Zurigo         | 15-8-2014 | 1ª          |
| 2013     | 22"84 | Mosca          | 12-8-2013 | 43ª         |
| 2013     | 22"84 | Hengelo        | 8-6-2013  | 43ª         |
| 2012     | 22"70 | Helsinki       | 29-6-2012 | 32ª         |
| 2011     | 22"69 | Taegu          | 1-9-2011  | 24ª         |
| 2010     | 23"70 | Desenzano      | 8-5-2010  | -           |
| 2009     | 24"21 | Novi Sad       | 25-7-2009 | -           |

### Salto in lungo
| Stagione | Misura | Luogo     | Data      | Rank. Mond. |
| -------- | ------ | --------- | --------- | ----------- |
| 2014     | 6,78 m | Amsterdam | 26-7-2014 | 15ª         |
| 2013     | 6,59 m | Tampere   | 14-7-2013 | 50ª         |
| 2012     | 6,54 m | Amsterdam | 17-6-2012 | 94ª         |
| 2011     | 6,47 m | Tallinn   | 22-7-2011 | 104ª        |
| 2010     | 6,26 m | Desenzano | 9-5-2010  | 37ª         |
| 2009     | 5,62 m | Novi Sad  | 26-7-2009 | -           |

### Eptathlon
| Stagione | Punteggio | Luogo    | Data      | Rank. Mond. |
| -------- | --------- | -------- | --------- | ----------- |
| 2014     | 6545 p.   | Götzis   | 1-6-2014  | 3ª          |
| 2013     | 6477 p.   | Mosca    | 13-8-2013 | 5ª          |
| 2012     | 6360 p.   | Götzis   | 27-5-2012 | 15ª         |
| 2011     | 6172 p.   | Götzis   | 29-5-2011 | 18ª         |
| 2010     | 5967 p.   | Moncton  | 23-7-2010 | 35ª         |
| 2009     | 5507 p.   | Novi Sad | 26-7-2009 | 114ª        |

## Palmarès
| Anno | Manifestazione  | Sede           | Evento         | Risultato  | Prestazione | Note                                                                             |
| ---- | --------------- | -------------- | -------------- | ---------- | ----------- | -------------------------------------------------------------------------------- |
| 2009 | Europei U20     | Novi Sad       | Eptathlon      | 4ª         | 5 507 p.    |                                                                                  |
| 2010 | Mondiali U20    | Moncton        | Eptathlon      | Oro        | 5 967 p.    | Miglior prestazione nazionale under 20                                           |
| 2010 | Mondiali U20    | Moncton        | 4×100 m        | Bronzo     | 44"09       | Miglior prestazione nazionale under 20                                           |
| 2011 | Europei indoor  | Parigi         | 60 m piani     | Semifinale | 7"30        |                                                                                  |
| 2011 | Europei U20     | Tallinn        | Eptathlon      | Oro        | 6 153 p.    |                                                                                  |
| 2011 | Mondiali        | Taegu          | 200 m piani    | Semifinale | 22"92       |                                                                                  |
| 2011 | Mondiali        | Taegu          | 4×100 m        | Batteria   | 43"44       |                                                                                  |
| 2012 | Mondiali indoor | Istanbul       | 60 m piani     | Semifinale | 7"25        |                                                                                  |
| 2012 | Europei         | Helsinki       | 200 m piani    | 5ª         | 23"53       |                                                                                  |
| 2012 | Europei         | Helsinki       | 4×100 m        | Argento    | 42"80       |                                                                                  |
| 2012 | Giochi olimpici | Londra         | Eptathlon      | 10ª        | 6 324 p.    |                                                                                  |
| 2012 | Giochi olimpici | Londra         | 4×100 m        | 6ª         | 42"70       |                                                                                  |
| 2013 | Europei indoor  | Göteborg       | 60 m piani     | 4ª         | 7"14        | Miglior prestazione personale                                                    |
| 2013 | Europei U23     | Tampere        | 100 m piani    | Oro        | 11"13       |                                                                                  |
| 2013 | Europei U23     | Tampere        | Salto in lungo | Bronzo     | 6,59 m      | Miglior prestazione personale                                                    |
| 2013 | Europei U23     | Tampere        | 4×100 m        | 4ª         | 44"18       |                                                                                  |
| 2013 | Mondiali        | Mosca          | Eptathlon      | Bronzo     | 6 477 p.    |                                                                                  |
| 2013 | Mondiali        | Mosca          | 4×100 m        | Batteria   | 43"26       | Miglior prestazione personale stagionale                                         |
| 2014 | Mondiali indoor | Sopot          | 60 m piani     | Semifinale | 7"18        |                                                                                  |
| 2014 | Europei         | Zurigo         | 100 m piani    | Oro        | 11"12       |                                                                                  |
| 2014 | Europei         | Zurigo         | 200 m piani    | Oro        | 22"03       | Record nazionale · Miglior prestazione mondiale stagionale                       |
| 2014 | Europei         | Zurigo         | 4×100 m        | Finale     | dnf         |                                                                                  |
| 2015 | Europei indoor  | Praga          | 60 m piani     | Oro        | 7"05        | Miglior prestazione mondiale stagionale                                          |
| 2015 | Mondiali        | Pechino        | 100 m piani    | Argento    | 10"81       | Record nazionale                                                                 |
| 2015 | Mondiali        | Pechino        | 200 m piani    | Oro        | 21"63       | Record dei campionati · Record europeo · Miglior prestazione mondiale stagionale |
| 2015 | Mondiali        | Pechino        | 4×100 m        | Finale     | dq          |                                                                                  |
| 2016 | Mondiali indoor | Portland       | 60 m piani     | Argento    | 7"04        |                                                                                  |
| 2016 | Europei         | Amsterdam      | 100 m piani    | Oro        | 10"90       |                                                                                  |
| 2016 | Europei         | Amsterdam      | 4×100 m        | Oro        | 42"04       | Record nazionale                                                                 |
| 2016 | Giochi olimpici | Rio de Janeiro | 100 m piani    | 5ª         | 10"90       |                                                                                  |
| 2016 | Giochi olimpici | Rio de Janeiro | 200 m piani    | Argento    | 21"88       | Miglior prestazione personale stagionale                                         |
| 2016 | Giochi olimpici | Rio de Janeiro | 4×100 m        | Batteria   | 42"88       |                                                                                  |
| 2017 | World Relays    | Nassau         | 4×100 m        | 4ª         | 43"17       |                                                                                  |
| 2017 | Mondiali        | Londra         | 100 m piani    | Bronzo     | 10"96       |                                                                                  |
| 2017 | Mondiali        | Londra         | 200 m piani    | Oro        | 22"05       | Miglior prestazione personale stagionale                                         |
| 2017 | Mondiali        | Londra         | 4×100 m        | 8ª         | 43"07       |                                                                                  |
| 2018 | Mondiali indoor | Birmingham     | 60 m piani     | 5ª         | 7"10        |                                                                                  |
| 2018 | Europei         | Berlino        | 100 m piani    | Bronzo     | 10"99       | Miglior prestazione personale stagionale                                         |
| 2018 | Europei         | Berlino        | 200 m piani    | Argento    | 22"14       | Miglior prestazione personale stagionale                                         |
| 2018 | Europei         | Berlino        | 4×100 m        | Argento    | 42"15       | Miglior prestazione personale stagionale                                         |
| 2019 | Europei indoor  | Glasgow        | 60 m piani     | Argento    | 7"14        | Miglior prestazione personale stagionale                                         |
| 2019 | Mondiali        | Doha           | 100 m piani    | Finale     | dns         |                                                                                  |
| 2021 | World Relays    | Chorzów        | 4×100 m        | Bronzo     | 44"10       |                                                                                  |
| 2021 | Giochi olimpici | Tokyo          | 200 m piani    | Semifinale | 23"03       |                                                                                  |
| 2021 | Giochi olimpici | Tokyo          | 4×100 m        | Finale     | dnf         |                                                                                  |

## Altre competizioni internazionali
2016
- Vincitrice della Diamond League nella specialità dei 200 m piani (48 punti)

## Riconoscimenti
- Atleta europea dell'anno (2014, 2015)
- Sportiva olandese dell'anno (2015, 2017)